# Oberszter
Oberszter (Obrist z niem. Oberst) – w dawnym Wojsku Polskim autoramentu cudzoziemskiego pułkownik i zarazem właściciel regimentu piechoty, dragonów, rajtarów lub arkebuzerów. 
Król, hetman lub inny magnat-mocodawca zawierał z oberszterem umowę zwaną "kapitulacją" na utworzenie (lub wynajęcie, jeżeli już była gotowa) jednostki wojska, o określonej wysokości jednostek obrachunkowych (stawek) żołdu (zwanych "porcjami") i przewidywanym czasie służby. Tworząc regiment zawierał z kolei umowy z kapitanami tworzącymi kompanie. 
Oberszter był właścicielem oddziału i go wynajmował. Mocodawca miał prawo tylko do sprawdzenia stanu osobowego i wymagania służby przez określony w "kapitulacji" czas bez dodatkowego płacenia za udział w bitwach (w zamian za punktualnie płacony żołd i uzupełnienie strat).
Wynagrodzeniem obersztera była pewna ilość porcji (z reguły 10%) oraz potrącenia z uposażeń oficerów, podoficerów i szeregowych (Kopfgeld – pogłówne), z czego zobowiązany był pokrywać pewne drobne wydatki w czasie trwania kampanii.
Piechota niemiecka zorganizowana była w duże regimenty (1000 – 2000 porcji, czyli 900 – 1800 żołnierzy). Jednostki te składały się ze sztabu i kilku lub kilkunastu kompanii. Odmiennie od nich regimenty piechoty zaciąganej w Anglii i Szkocji w latach 1621–1625 liczyły nie więcej niż 200–300 żołnierzy.  
Stanowisko obersztera przynosiło najczęściej spore dochody; w drugiej połowie XVII wieku zajmowali je przeważnie magnaci pełniący funkcje wyłącznie tytularnie, a faktyczną organizacją i dowodzeniem zajmowali się obersztlejtnanci – podpułkownicy – wywodzący się z zamożnej lub średniozamożnej szlachty.